# Кубок Бельгії з футболу 2007—2008
Кубок Бельгії з футболу 2007–2008 (нід. Beker van België) — 53-й розіграш кубкового футбольного турніру в Бельгії. Володарем кубку вдев'яте став Андерлехт.

## Календар
| Раунд           | Дата                            | Матчі | Клуби     |
| --------------- | ------------------------------- | ----- | --------- |
| Перший раунд    | 28-29 липня 2007                | 88    | 244 → 156 |
| Другий раунд    | 5-6 серпня 2007                 | 44    | 156 → 112 |
| Третій раунд    | 11-12 серпня 2007               | 38    | 112 → 74  |
| Четвертий раунд | 18-19 серпня 2007               | 28    | 74 → 46   |
| П'ятий раунд    | 26-27 серпня 2007               | 14    | 46 → 32   |
| 1/16 фіналу     | 23-26 листопада 2007            | 16    | 32 → 16   |
| 1/8 фіналу      | 12-14 січня 2008                | 8     | 16 → 8    |
| 1/4 фіналу      | 30 січня/27 лютого 2008         | 8     | 8 → 4     |
| 1/2 фіналу      | 18-19 березня/15-16 квітня 2008 | 4     | 4 → 2     |
| Фінал           | 18 травня 2008                  | 1     | 2 → 1     |

## 1/16 фіналу
| Команда 1            | Рахунок      | Команда 2                     |
| -------------------- | ------------ | ----------------------------- |
| 23 листопада 2007    |              |                               |
| Брюссель             | 2:3 дч       | Ауд-Геверле (2)               |
| 24 листопада 2007    |              |                               |
| Локерен              | 0:5          | Ред Стар Васланд (2)          |
| Остенде (2)          | 0:3          | Зюлте-Варегем                 |
| Брюгге               | 4:2          | Роял Франкс Бораінс (3)       |
| Кортрейк (2)         | 2:0          | Мускрон                       |
| Монс                 | 2:2 пен. 3:2 | Стандард (Веттерен) (3)       |
| Сент-Трюйден         | 1:2          | Ендрахт (Алст) (3)            |
| Генк                 | 4:2          | Шарлеруа-Маршьєн (2)          |
| Шарлеруа             | 3:0          | Дейнзе (2)                    |
| Андерлехт            | 2:1          | Хаме (2)                      |
| Стандард (Льєж)      | 3:0          | Юнайтед Оферпельт-Ломмель (2) |
| Руселаре             | 4:1 дч       | Ейпен (2)                     |
| Гент                 | 2:0          | Тінен (2)                     |
| 25 листопада 2007    |              |                               |
| Дендер               | 4:1          | Вестерло                      |
| Жерміналь (Беєрсхот) | 1:0          | Уніон Сент-Жілуаз (2)         |
| 26 листопада 2007    |              |                               |
| КФ Мехелен           | 2:4          | Серкль (Брюгге)               |

## 1/8 фіналу
| Команда 1            | Рахунок      | Команда 2            |
| -------------------- | ------------ | -------------------- |
| 12 січня 2008        |              |                      |
| Андерлехт            | 2:0          | Ред Стар Васланд (2) |
| Монс                 | 0:1 дч       | Гент                 |
| Жерміналь (Беєрсхот) | 2:2 пен. 3:1 | Ауд-Геверле (2)      |
| Кортрейк (2)         | 2:1 дч       | Зюлте-Варегем        |
| 13 січня 2008        |              |                      |
| Дендер               | 2:1          | Ендрахт (Алст) (3)   |
| Руселаре             | 2:2 пен. 5:4 | Шарлеруа             |
| 14 січня 2008        |              |                      |
| Стандард (Льєж)      | 2:0          | Генк                 |
| Серкль (Брюгге)      | 1:0          | Брюгге               |

## 1/4 фіналу
| Команда 1               | Заг.    | Команда 2       | 1-й матч | 2-й матч |
| ----------------------- | ------- | --------------- | -------- | -------- |
| 20 січня/27 лютого 2008 |         |                 |          |          |
| Жерміналь (Беєрсхот)    | 6:2     | Руселаре        | 5:1      | 1:1      |
| Андерлехт               | 4:1     | Дендер          | 3:0      | 1:1      |
| Кортрейк (2)            | 5:5 (ч) | Гент            | 5:1      | 0:4      |
| Серкль (Брюгге)         | 4:5     | Стандард (Льєж) | 4:1      | 0:4      |

## 1/2 фіналу
| Команда 1                 | Заг. | Команда 2            | 1-й матч | 2-й матч |
| ------------------------- | ---- | -------------------- | -------- | -------- |
| 18 березня/15 квітня 2008 |      |                      |          |          |
| Стандард (Льєж)           | 2:6  | Гент                 | 2:2      | 0:4      |
| 19 березня/16 квітня 2008 |      |                      |          |          |
| Андерлехт                 | 2:1  | Жерміналь (Беєрсхот) | 1:0      | 1:1      |

## Фінал
| 18 травня 2008 |

| Гент                 | 2:3      | Андерлехт                      |
| -------------------- | -------- | ------------------------------ |
| Фоулі 6' Олюфаде 33' | Протокол | Полак 7' Буссуфа 70' Жиллє 72' |

| Стадіон імені короля Бодуена, Брюссель Глядачів: 50 000 Арбітр: Серж Гуменни |